# Jerzy Tyranowski
Jerzy Kazimierz Tyranowski (ur. 22 marca 1942 w Gnieźnie, zm. 8 marca 2020) – polski prawnik, profesor nauk prawnych, nauczyciel akademicki Uniwersytetu im. Adama Mickiewicza w Poznaniu i innych uczelni, specjalista prawa międzynarodowego publicznego.

## Życiorys
W 1954 ukończył szkołę podstawową, w 1959 liceum. W latach 1959–1964 studiował na Wydziale Prawa UAM. Po uzyskaniu tytułu magistra prawa został pracownikiem Katedry Prawa Międzynarodowego Publicznego tego wydziału. Na macierzystej uczelni uzyskał stopień naukowy doktora nauk prawnych (1970) i doktora habilitowanego nauk prawnych (1978). W 1989 nadano mu tytuł naukowy profesora nauk prawnych. W latach 1984–2010 był kierownikiem Katedry Prawa Międzynarodowego i Organizacji Międzynarodowych UAM. W 2020 rozpoczął pracę w Szkole Wyższej Psychologii Społecznej.
Był także pracownikiem Wyższej Szkoły Zarządzania i Bankowości w Poznaniu, Wydziału Prawa i Administracji Uniwersytetu Szczecińskiego, Uniwersytetu Ekonomicznego w Poznaniu, Wyższej Szkoły Marketingu i Zarządzania w Lesznie, Wyższej Szkoły Pedagogiki i Administracji im. Mieszka I w Poznaniu oraz Polskiego Instytutu Spraw Międzynarodowych.
Odbył staże zagraniczne, m.in.:
- Academy of International Low w Hadze (1970)
- University of Oxford (roczne stypendium British Council w roku akademickim 1975–1976)
- Max-Planck-Institut für ausländisches öffentliches Recht und Völkerrecht w Heidelbergu (roczny staż w latach 1981/1982)[3].

W 1971 zawarł związek małżeński z Alicją.
Zmarł 8 marca 2020. Został pochowany 13 marca 2020 na Cmentarzu Parafii Matki Bożej Pocieszenia w Poznaniu.

## Wybrane publikacje
- Wykłady podstaw nauk politycznych. Cz. 3 (1967)
- Polityka zagraniczna Polski na tle współczesnych stosunków międzynarodowych (1968)
- Wykłady podstaw nauk politycznych. Tematy 27-33, Polityka zagraniczna Polski na tle współczesnych stosunków międzynarodowych (1969)
- Materiały do ćwiczeń z podstaw nauk politycznych. Z. 4 (1970)
- Traktaty sojusznicze Polski Ludowej (1972)
- Sukcesja państw a traktaty w sprawie granic (1979)
- Układ Warszawski (1983)
- Zasada nienaruszalności granic w prawie międzynarodowym (1987)
- Powszechne prawo międzynarodowe w stosunkach wzajemnych państw socjalistycznych (1989)
- Integralność terytorialna, nienaruszalność granic i samostanowienie w prawie międzynarodowym (1990)
- Ochrona inwestycji zagranicznych w Polsce : zbiór umów międzynarodowych (oprac. wspólnie z Tadeuszem Gadkowskim, 1993)
- Prawo europejskie instytucjonalne (1998)
- Prawo europejskie : zagadnienia instytucjonalne z uwzględnieniem Traktatu Amsterdamskiego (1999)
- Prawo europejskie : zagadnienia instytucjonalne z uwzględnieniem Traktatu z Nicei (2002)
- Alfons Klafkowski - prawnik internacjonalista (współautor: Tadeusz Gadkowski, 2004)[6]